# Lucanus hermani
Lucanus hermani es una especie de coleóptero de la familia Lucanidae.

## Distribución geográfica
Habita en Hainan (China).